# Juan Espantaleón Torres
Juan Espantaleón Torres (Sevilla, 12 de març de 1885-Madrid, 26 de novembre de 1966) va ser un actor espanyol.

## Biografia
Va néixer a Sevilla, fill del també actor Juan Espantaleón Perea i de Luisa Torres y Torres. Es va casar amb l'actriu de teatre María Victorero, amb la que va tenir tres fills.
Va debutar com a actor amb només dotze anys amb la companyia del Teatre Novedades, on el seu pare era director i primer actor. La seva trajectòria teatral li portarà per les companyies del Teatre Martín, d'Ernest Vilches, d'Irene López Heredia o d'Amparo Rivelles, fins a formar la seva pròpia companyia amb què va recórrer Espanya i diversos països llatinoamericans.
Debuta al cinema en 1915, però no serà fins després de la Guerra Civil quan es dediqui de manera plena, representant generalment papers de bon jan en comèdies de la productora Cifesa.
Es va retirar del cinema l'any 1951 però va continuar actuant al teatre.

## Filmografia

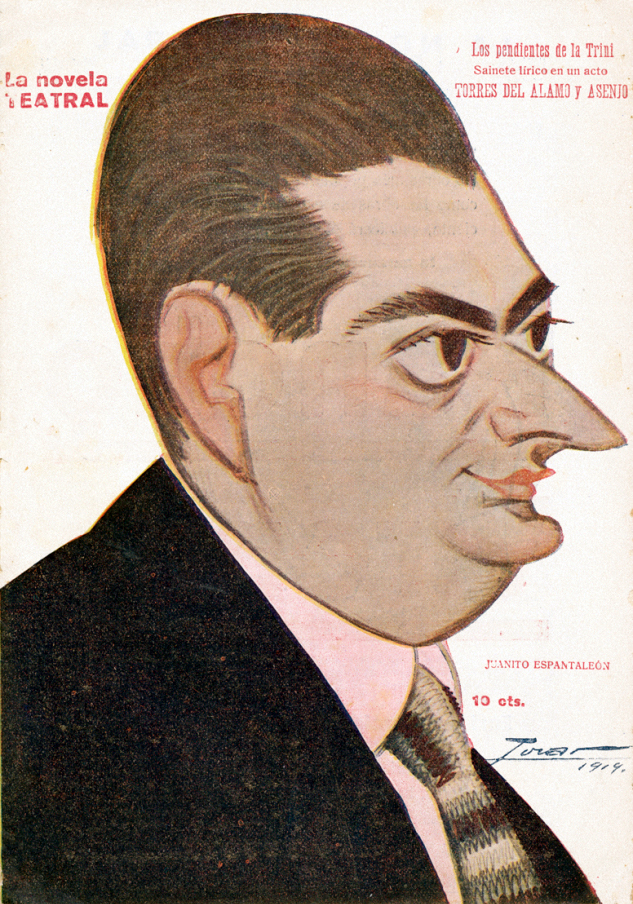
Portada del núm. 161 de La Novela Teatral, dedicada a Juan Espantaleón

- El beso fatal (1915), de Julio Roesset.
- De cuarenta para arriba (1918), de Julio Roesset.
- La inaccesible (1921), de José Buchs.
- El niño de las monjas (1925), de José Calvache «Walken».
- Currito de la Cruz (1926), de Alejandro Pérez Lugín.
- Una semana de felicidad (1934), de Max Nosseck.
- Nobleza baturra (1935), de Florián Rey.
- El crucero Baleares (1941), d'Enrique del Campo Blanco.
- Eloísa está debajo de un almendro (1943), de Rafael Gil.
- Huella de luz (1943), de Rafael Gil.
- La chica del gato (1943), de Ramón Quadreny.
- El clavo (1944), de Rafael Gil.
- Tuvo la culpa Adán (1944), de Juan de Orduña.
- Un hombre de negocios (1945), de Lluís Lúcia.
- El fantasma y Doña Juanita (1945), de Rafael Gil.
- Su última noche (1945), de Carlos Arévalo.
- La pródiga (1946), de Rafael Gil.
- Misión blanca (1946), de Juan de Orduña.
- La mantilla de Beatriz (1946), d'Eduardo García Maroto.
- Don Quijote de la Mancha (1947), de Rafael Gil.
- Reina santa (1947), de Rafael Gil.
- La fe (1947), de Rafael Gil.
- La princesa de los Ursinos (1947), de Lluís Lúcia.
- 2 cuentos para 2 (1947), de Lluís Lúcia.
- Locura de amor (1948), de Juan de Orduña.
- Mare Nostrum (1948), de Rafael Gil.
- Yo soy tu padre (1948), d'Emilio Gómez Muriel.
- Una mujer cualquiera (1949), de Rafael Gil.
- Aventuras de Juan Lucas (1949), de Rafael Gil.
- Currito de la Cruz (1949), de Lluís Lúcia.
- Llegada de la noche (1949), de José Antonio Nieves Conde.
- Agustina de Aragón (1950), de Juan de Orduña.
- Pequeñeces (1950), de Juan de Orduña.
- La noche del sábado (1950), de Rafael Gil.
- Teatro Apolo (1950), de Rafael Gil.
- La señora de Fátima (1951), de Rafael Gil.
- El gran Galeoto (1951), de Rafael Gil.

## Teatre (selecció)
- El rayo (1917), de Pedro Muñoz Seca.[5]
- La venganza de Don Mendo (1918), de Pedro Muñoz Seca.
- Que viene mi marido (1918), de Carlos Arniches.
- Un marido ideal (1928), d'Oscar Wilde.
- Cándida (1928), de George Bernard Shaw.
- Sombras de sueño (1930), de Miguel de Unamuno.
- ¡Viva lo imposible! o el contable de estrellas (1939), de Miguel Mihura.
- El complejo de Filemón (1950), de Jean Bernard-Luc.
- Cena de navidad (1951), de José López Rubio.
- La vida en un bloc (1952), de Carlos Llopis.
- Una mujer cualquiera (1953), de Miguel Mihura.